# Alternanthera bettzickiana
Alternanthera bettzickiana är en amarantväxtart som först beskrevs av Eduard August von Regel, och fick sitt nu gällande namn av George Nicholson. Alternanthera bettzickiana ingår i släktet alternanter, och familjen amarantväxter. Inga underarter finns listade i Catalogue of Life.

## Bildgalleri

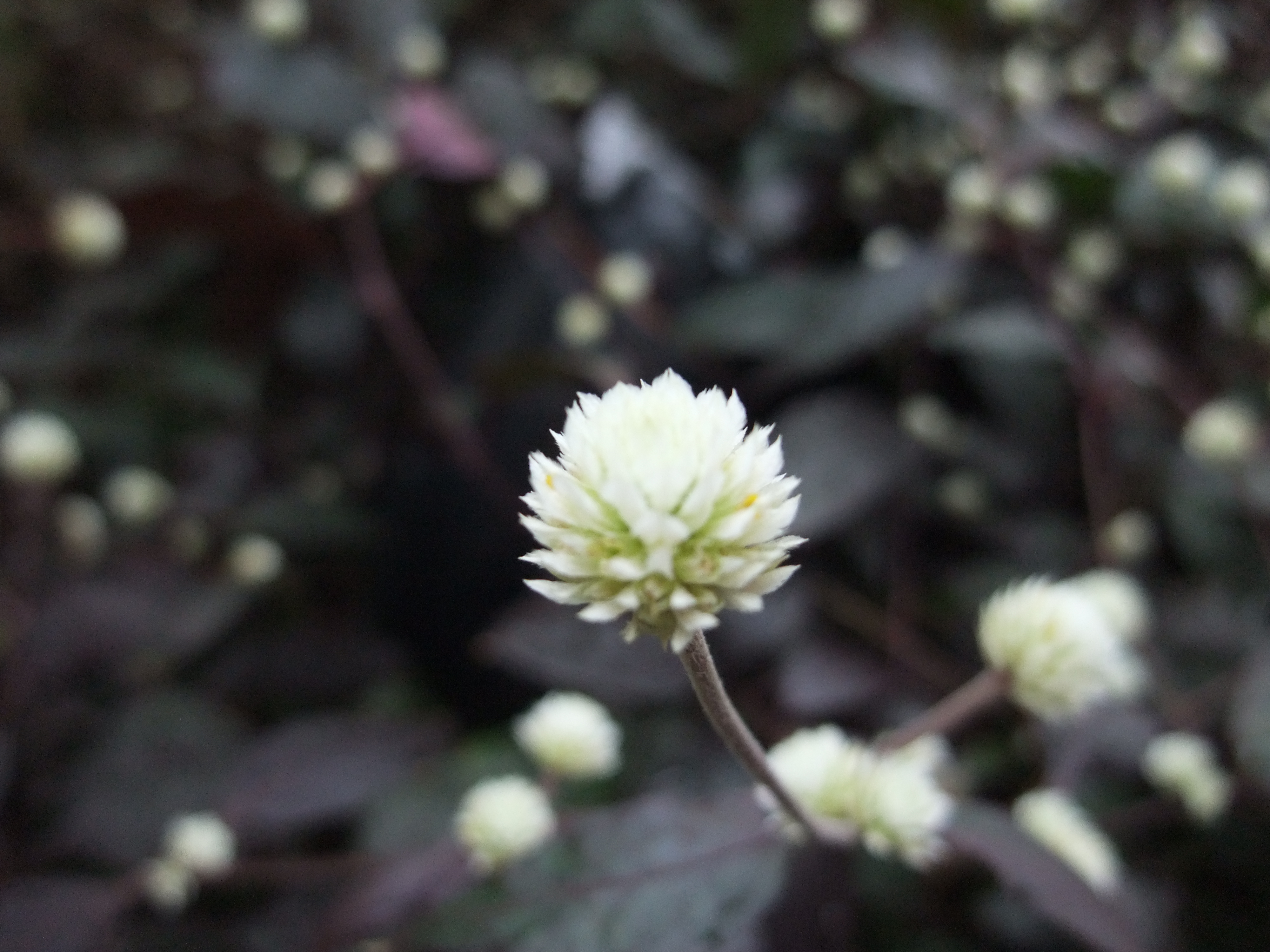